# Maid of Orleans (The Waltz Joan of Arc)
Maid of Orleans (The Waltz Joan of Arc) è un singolo del gruppo synth pop britannico Orchestral Manoeuvres in the Dark (OMD), pubblicato nel 1982 ed il terzo singolo estratto dall'album Architecture & Morality. È il primo ed ultimo singolo da essere pubblicato dopo l'uscita dell'album.

## Il brano
La canzone, inizialmente intitolata Joan of Arc (Maid of Orleans), ha subito un cambiamento nel titolo per non essere confusa con un'altra canzone, ossia Joan of Arc, il singolo precedente. Entrambe le canzoni sono incentrate sulla figura dell'eroina francese Giovanna d'Arco.
Il brano, scritto dal frontman Andy McCluskey, rimane uno dei più conosciuti della band ed è quello che avuto più successo al livello commerciale. Il singolo raggiunse il quarto posto nelle classifiche in Gran Bretagna completando un ciclo di tre singoli consecutivi nella "top five". In Germania raggiunse il primo posto in classifica e fu il singolo più venduto del 1982. 
McCluskey ha descritto la canzone come "il nostro 'Mull of Kyntre'" riferendosi al brano celebre di Paul MCartney and Wings. Il brano degli OMD infatti sfrutta un suono di sintetizzatore simile a quello della cornamusa scozzese, utilizzata su Mull of Kyntre.
Il brano compare su tutte le compilation di singoli del gruppo.

## Versioni e lato B
Come il singolo precedente Joan of Arc non fu pubblicata nessun'altra versione oltre a quella usata sia per i singoli 7" e 12", sia per la traccia sull'album Architecture and Morality. 
Il singolo 7" riporta un brano inedito Navigation, mentre la versione 12" riporta inoltre Of All The Things We've Made, altro brano inedito che sarà inclusa anche nel prossimo album Dazzle Ships un anno dopo.
Il singolo 12" è stato pubblicato con due copertine diverse. La prima con una rappresentazione di Giovanna d'Arco come una vetrata colorata, e una seconda copertina con l'eroina rappresentata in rilievo su una medaglia di argento. Quest'ultima ed alcune versioni della prima anziché Of All The Things We've Made viene elencato il titolo Experiments in Vertical Take Off. Quest'ultimo brano non è mai stato pubblicato. 
Of All The Things We've Made fu registrato per il programma radiofonico di John Peel per la BBC a gennaio del 1983, e trasmesso il 21 febbraio. Questa versione è stata pubblicata nella raccolta Peel Sessions 1979-1983 nel 2000.
Nel 1988, in occasione dell'uscita della prima compilation di singoli del gruppo The Best of OMD, uscì anche un CD singolo con Maid of Orleans, Joan of Arc e i due brani lato B di Maid of Orleans.
Un remix di Maid of Orleans denominato "Afterhours Mix" è incluso nel bonus disc di The OMD Singles pubblicato nella sola Francia nel 2003.

## Tracce
- 7"

1. Maid Of Orleans (The Waltz Of Joan Of Arc) – 4:09 (McCluskey)
2. Navigation – 3:26 (Humphreys/McCluskey)

- 12"

1. Maid Of Orleans (The Waltz Of Joan Of Arc) – 4:09 (McCluskey)
2. Of All The Things We've Made – 3:31 (Humphreys/McCluskey)
3. Navigation – 3:26 (Humphreys/McCluskey)

- CD singolo  (1988)

1. Maid Of Orleans (The Waltz Of Joan Of Arc) – 4:09 (McCluskey)
2. Joan of Arc – 3:46 (McCluskey)
3. Navigation – 3:26 (Humphreys/McCluskey)
4. Of All The Things We've Made – 3:31 (Humphreys/McCluskey)

## Classifiche

### Classifiche settimanali
| Classifica (1982) | Posizione massima |
| ----------------- | ----------------- |
| Austria           | 2                 |
| Belgio (Fiandre)  | 1                 |
| Germania          | 1                 |
| Irlanda           | 5                 |
| Nuova Zelanda     | 7                 |
| Paesi Bassi       | 1                 |
| Regno Unito       | 4                 |
| Spagna            | 1                 |
| Sudafrica         | 19                |
| Svizzera          | 4                 |

### Classifiche di fine anno
| Classifica (1982) | Posizione |
| ----------------- | --------- |
| Austria           | 6         |
| Belgio (Fiandre)  | 5         |
| Germania          | 1         |
| Paesi Bassi       | 3         |
| Regno Unito       | 33        |
| Spagna            | 4         |
| Svizzera          | 6         |